# 斑紋無臂鰨
斑紋無臂鰨（学名：Achirus zebrinus）為輻鰭魚綱鰈形目鰨亞目無臂鰨科的其中一種，為熱帶海水魚，分布於東南太平洋海域，棲息在底層水域，生活習性不明。
其种加词“zebrinus”意为“像斑马纹样的”。